# Anacolosa densiflora
Anacolosa densiflora é uma espécie de planta pertencente à família Olacaceae. É endêmica da Índia.